# 齊爾河
齊爾河（烏克蘭語：Цир），是烏克蘭西北部的河流，屬於普里皮亞季河的支流。該河發源自亞洛瓦齊克附近，流經沃倫州的卡明-卡希爾斯基區，河道全長57公里，流域面積507平方公里。